# Молодые и дерзкие
«Молодые и дерзкие» (англ. The Young and the Restless, часто сокращаемая до Y&R или МиД) — американская «мыльная опера», впервые вышедшая в эфир на канале CBS 26 марта 1973, что делает её шестым шоу в мире по количеству эпизодов, пятой по продолжительности в истории мыльных опер США, и третьей - находящейся в производстве, которая транслируется до сих пор (после Главного Госпиталя и Дней нашей жизни). Сериал был создан Уильямом Дж. и Ли Филлипом Беллами. Его действие происходит в выдуманном городе Генуя Сити, штат Висконсин.
В первые годы, сюжетные линии МиД охватывали личную и профессиональную жизнь двух основных семей Генуя Сити: богатых Бруксов и бедных Фостеров. После многократных замен и уходов актёров, в начале 80-х, сюжет стал концентрироваться больше на Эбботах и Ньюменах и стал включать корпоративное соперничество их компаний. Однако была часть сюжетных линий, которая оставалась на протяжении практически всего сериала — история соперничества Джилл Фостер Эббот и Кэтрин Ченселлор.
Первоначально сериал выходил получасовыми сериями 5 раз в неделю. С 1 февраля 1980 года время было увеличено до 1 часа. МиД сейчас самая высокорейтинговая дневная драма на американском телевидении. С 1988 года и до настоящего времени она появлялась наверху еженедельного рейтинга Нильсена в своей категории более 900 раз.
Y&R получила 116 наград и 360 номинаций Дневной премии «Эмми», 11 из которых в категории «Самая выдающаяся дневная драма».

## История сериала

### Бруксы и Фостеры (1970-е)
В первые годы, сюжетные линии МиД охватывали личную и профессиональную жизнь двух основных семей Генуя Сити: Бруксов и Фостеров. Бруксы были богаты и влиятельны, тогда как Фостеры бедны и казались аутсайдерами. Издатель газеты Стюарт Брукс (актёр Роберт Колберт) и его влиятельная жена Дженнифер (Дороти Грин) имели 4 дочерей: Лесли (Виктория Мэллори), пианистка; Лаурель (Лори)(Джейми Лин Бауэр), писательница; Кристабель (Крис) (Триша Стюарт), журналистка; и Пегги (Памела Петерс Солов), студентка колледжа. Элизабет (Лиз) Фостер (Джулианна Маккарти) же работала на фабрике и одна растила 3 детей: Уильяма (Снаппера) Младшего (Уильям Грей Испи), студента-медика; Грега (Джеймс Хонтон), студента-юриста; и Джилл (Бренда Диксон), косметолога и начинающую модель после того, как её муж Уильям (Билл) Старший (Чарльз Грей) её бросил.
Лесли и Лори сначала сражались друг с другом за Бреда Эллиота (Том Халлик), а потом за Ланса Прентисса (Джон Маккук). Любовный треугольник превратился в четырёхугольник, когда брат Ланса, капитан дальнего плаванья Лукас (Том Лигон) приехал в город. И хотя поначалу Лори была очень «плохой девочкой», которая постоянно издевалась над своей чистой и невинной сестрой Лесли, она встала на правильный путь и помогала Лесли бороться за опеку за сына Лесли Брукса (Энди Говер), а потом ей пришлось сражаться со своей психически неуравновешенной свекровью Ванессой (К. Т. Стивенс) (которая покончила с собой, чтобы обвинить в этом Лори).
Ещё один любовный треугольник образовался между Крис, Снаппером и официанткой Салли МакГвайр (Ли Крауфорд). Салли перестала принимать противозачаточные таблетки и забеременела от Снаппера. Не зная, что он будущий отец ребёнка Салли, Снаппер сделал предложение Крис. Позже они выяснили правду об отцовстве, а Крис потеряла ребёнка. В конечном итоге Салли уехала из города, и Крис и Снаппер воссоединились.
Другие сюжетные линии этого времени включали: возвращение в город мужа Лиз Билла и его повторную женитьбу на Лиз, а также последовавшую за этим его смерть от рака; Дженнифер, которая планировала развестись со Стюартом и выйти замуж за своего бывшего любовника доктора Брюса Хэндриксона (Пол Кларк), который позже оказался биологическим отцом Лори; и Стюарта с Лиз, поженившихся после того, как Дженнифер умерла от рака.

### Джилл против Кэй
Одна из первых и самых долгих сюжетных линий сериала началась в конце 1973, когда Джинн Купер пришла в сериал на роль богатой и известной Кэтрин (Кэй) Ченселор. Джил поступила к Кэй на работу в качестве маникюрши, чтобы помочь своей семье оплачивать счёта. Кэй была высокомерной матроной, чувствующей себя как в ловушке в браке без любви с Филлипом Ченселлором II ([John Considine, позже Доннелли Роудс). Джилл и Филлип влюбились друг в друга. Но в 1976, когда Филлип возвращался домой из Доминиканской республики, где он оформлял развод с Кэй, она вызвалась подвезти его из аэропорта, и в попытке убить себя и его, направила машину с обрыва. Кэтрин выжила, а Филлип умер, но на смертном одре женился на Джилл и передал ей и их общему ребёнку Филлипу III всё своё состояние. Сначала Кэй предлагала Джилл миллион долларов за её ребёнка, но позже ей удалось признать брак Джилл и Филлипа недействительным, потому что она сама подписывала бумаги о разводе в пьяном виде. После этого, раз Джилл и её ребёнок уже не могли претендовать на наследство, ребёнок был официально переименован в Филлипа Фостера из Филлипа Ченселлора III. В результате Джилл озлобилась и стала редкой стервой. И обе женщины начали напряжённое соперничество, обвиняя при этом друг друга в смерти Филлипа II.
Сначала, в конце 1970-х, она боролась за косметолога Дерека Турстона (Joe LaDue). Позже, в 1982, Джилл вышла замуж за магната Джона Эббота (Джерри Дуглас), но через несколько лет Кэй удалось найти возможность разбить их отношения, завладев фотографиями краткой любовной связи между сыном Джона Джеком (Терри Лестер) и Джилл; У Джона произошёл инсульт после того, как он увидел эти фотографии, и он развёлся с Джилл. Кэй и Джилл так же сражались за опеку над Филлипом Фостером (Thom Bierdz) в конце 1980-х, и Кэй победила, получив временную опеку без права усыновления. И в конце концов Кэй сама устроила сыну Джилл смену имени на Филлипа Ченселлора III.
В 1990-х, после гибели Филлипа в автокатастрофе и завершения разводом 2-го брака Джилл и Джона, Джилл и Кэй снова вернулись в суд, из-за того, что на чердаке особняка Ченселлоров были найдены кое-какие бумаги; судья постановил, что Джилл принадлежит половина поместья Ченселлоров. Джилл и Кэй продолжили своё соперничество из-за вынужденного совместного проживания, а сын Джилл и Джона Билли(Дэвид Том) начал встречаться со внучкой Кэй (дочерью её сына Брока) Макензи (Эшли Башлиум, позже Келли Крюгер).

### Эбботы и Ньюмены (с 1980-х по настоящее время)
В начале 80-х, когда началась волна по замене актёров среди Бруксов и Фостеров, а длительность серий «МиД» увеличилась до 1 часа, многие актёры главных ролей сериала отказались сниматься в более длинных сериях. Автор идеи сериала Уильям Белл решил, что нельзя ждать, пока они все уйдут из его шоу и решил кое-что изменить. В 1982, когда Джейми Лин Бауэр (Лори) ушла, сообщив, что устала сниматься, Белл использовал это, чтобы убрать из сериала всех Бруксов и Фостеров, оставив из них одну Джилл. Постепенно фокус сюжета сместился с них на Уильямсов, Эбботов и Ньюменов. В конце 80-х большая часть семьи Уильямсов вышла из игры, но две другие семьи остались. МиД один из немногих сериалов в истории дневной драмы, где первоначальные центральные семьи были убраны из сюжета, что в результате пошло на пользу.
Одновременно с выписыванием Бруксов и Фостером, к сериалу присоединился Эрик Бреден в роли зловещего магната Виктора Ньюмена, который был так жесток со своей женой Джулией (Мэг Беннет), что запер её бойфренда Майкла Скотта (Николас Бенедикт) в бомбоубежище, располагавшимся в подвале, и с помощью видеокамеры заставил его на них с Джулией в спальне. Белл увидел нечто необычное в игре Бредена, и поскольку сериал имел всего нескольких «сильных и мужественных» мужчин в персонажах, решил поднять его до уровня звезды. Вскоре Виктор зашёл в стрип-клуб и «положил глаз» на дерзкую, но невинную Никки Рид (Мелоди Томас Скотт). Никки появилась в сериале в конце 1970-х и прошла через несколько сюжетных линий, таких как убийство своего собственного отца во время попытки изнасилования, получения венерического заболевания от Пола Уильямсы (Даг Дэвидсон) и попадание в религиозный культ. Никки вышла замуж за Виктора в 1984, справив пышную свадьбу, и их отношения любви-и-ненависти прошли до сегодняшнего дня много испытаний — рождение 2-х детей Виктории и Николаса, несколько разводов с обеих сторон, любовные связи и в конце концов 2 повторных брака друг на друге.
Белл так же расширил присутствие семьи Эбботов. К Джону Эбботу и его сыну Джеку присоединились ещё 2 дочери — Эшли (Эйлин Дэвидсон) и Трейси Эбботы(Бет Майтланд). Сюжет сфокусировался на корпоративной войне между Эбботами (компания Джабо Косметикс) и Ньюменами (Ньюман Энтерпрайзис). Личная жизнь Эбботов и Ньюменов так же вышла на первый план. Четырёхугольник стал главной интригой 1980-х-90х, когда Виктор женился на Эшли, а Джек на Никки. Тем временем, рисковая Трейси оказалась в любовном треугольнике между своей соперницей Лорен (Трейси Брегман) и рок певцом Дэнни Ромалотти, а потом вышла замуж за садовника-который превратился-в-бизнесмена Бреда Карлтона (Дон Даймонт).

### Лорэли Белл
Одним из спорных вопросов в течение несколько лет было присутствие в сериале дочери Уильяма и Ли Беллов Лаурель Белл. Лаурель дебютировала в МиД в 1983 в роли Кристин Блер по прозвищу «Крикет», когда ей было 15 лет. Вместе со взрослением Лаурель, её персонаж становился всё более и более значительным в сюжете, и к 1988 у Кристин было сразу четверо мужчин, влюблённых в неё. В 1989 давний любимец поклонников Терри Лестер, первый исполнитель роли Джека Эббота, ушёл из шоу, частично обвиняя за свой уход Лаурель за то, что огромное количество времени в сюжете уделялось «Крикет» в ущерб остальных персонажей.
Кристин же позже вышла замуж за Дэнни Ромалотти, потом за Пола Уильямса, стала юристом и потребовала, чтобы её перестали именовать «Крикет», а называли скромно «Крис». Однако в большой степени она так и осталась персонажем центральным, но приторно-сладким. В 1996 сериал ознаменовался романом между Кристин и Виктором Ньюменом, который был значительно старше её, но из-за негативной реакции зрителей эта сюжетная линия была свёрнута. Потом Кристин оказалась вместе с Майклом Болдуином (Кристиан Лебланк), который за несколько лет до того преследовал её и даже пытался изнасиловать. Это привело к противоречивой сюжетной линии, в которой озлобленный на нового бойфренда (Майкла) своей бывшей жены (Кристин) Пол Уильямс изнасиловал последнюю. Многие зрители просто не могли поверить, что положительный Пол мог сделать такое, и были возмущены сценами, в которых было сказано, что у Кристин и Пола был всего лишь «грубый секс», который Кристин просто не хотела признавать как желаемый ею в тот момент. Кристин и Пол в конце концов помирились, но вместе не остались. Примерно в 2004 брак Лаурель Белл и её дети, вкупе с успешной карьерой в производстве модной одежды, сократили количество «экранного времени» Кристин и открыли дополнительные перспективы другим персонажам. В начале 2005 она объявила о своём переходе с контракта в «возвращающийся статус». В мае 2007 было объявлено, что Лаурель будет играть Кристин в сериале «Дерзкие и красивые», который является уже больше 20 лет успешным ответвлением МиД.

### Персонажи — представители национальных меньшинств
«Молодые и дерзкие» являются одной из нескольких «мыльных опер», которым удалось успешно встроить в сюжет приличное количество афроамериканских персонажей. В середине 80-х была создана отдельная сюжетная линия, в центре которой был Тайрон Джексон (Фил Моррис), молодой чернокожий мужчина, который выдавал себя за белого, чтобы разоблачить главаря мафии, однако в течение нескольких лет большинство персонажей было выписано из шоу. В 1989 сериал «Поколения» заработал одобрение критиков, вставив в сюжет целую афро-американскую семью при своём дебюте. При этом такие хиты как МиД всегда критиковались за маленькое количество персонажей из нацменьшинств.
В качестве ответа «Поколениям» в начале 1990-х Тони Ли Уильямс и Виктория Роуэлл присоединились к сериалу в ролях сестёр Бербер — Оливии и Друсиллы, племянниц домоправительницы Эбботов Мэйми. Актрисы получили большую популярность, а их персонажи органично вписались в сюжетных линии главных персонажей. Натан Гастингс, который был единственным чернокожим персонажем в сериале до 1990-го, женился на Оливии и позже погиб в автомобильной катастрофе в 1996. Ещё два чернокожих персонажа — Нил Винтерс и его брат Малькольм — были представлены в 1991 и 1994 актёрами Кристофом Сент-Джоном (бывшей звездой сериала «Поколения» и Шерманом Муром.
Однако основные чернокожие персонажи быстро стали вращаться только в своём собственном узком кругу. В случае братьев Винтерсов и сестёр Бербер была показана обычная история с «подменой» партнёров для того, чтобы вдохнуть жизнь в романтическую сторону сюжета. Что привело в бесконечному любовному «четырёхугольнику» из Нила, Друсиллы, Малкольма и Оливии. Более поздний сюжет стал доказательством, что этот выбор был продиктован внутренней позицией шоу не вводить «слишком спорные» межрасовые пары. И действительно, в конце 1990-х роман между Нилом Винтерсом и Викторией Ньюмен был зарублен руководством CBS, которое, по слухам, получило большое количество звонков и писем от зрителей южных штатов. В 2004, несмотря на беспокойство по поводу межрасовых пар и перспективу быть вскоре свёрнутым, в сериале возник роман между Филлис Саммерс (Мишель Стаффорд) и химиком Деймоном Портером (Кейт Гамильтон Кобб). Однако когда роман между Филлис и Деймоном в конце концов завершился, сценаристы возобновили тему, сведя вместе сына Филлис Даниэля Ромалотти (Майкл Гразадей) и дочь Друсиллы и Малкольма Лили Винтерс (Кристель Халил). В 2006 Даниэль и Лили поженились.
Сериалу меньше повезло с азиатскими персонажами. В 1994 в сюжете появилась вьетнамская семья Волин, которая состояла из Луан (Элизабет Сунг) и двоих её детей, Кимо (Филип Мун) и Май (Марианна Рис). Луан вышла замуж за Джека Эббота (который был отцом её сына Кимо), но позже, в 1996, погибла, а её дети вскоре были выписаны сценаристами из сюжета. В настоящее время только один азиат присутствует в сериале, это Эрик Стеингберт, который играет гендиректора компании Ньюменов Ким Джимина.

### Социальные вопросы
В отличие от других «мыльных опер» 80-х-90-х, «МиД» сторонилась социальных тем. Когда они касались абортов, проблемы бездомных или СПИДа, это всегда выглядело как сюжетный крючок с добавлением нескольких фактов и статистики для пущего эффекта. К примеру, когда Эшли забеременела от Виктора и сделала аборт в 80х, зрители, которые хотели увидеть в этом серьёзную историю с настоящими «за и против» были сильно разочарованы. Эшли сделала аборт только потому, что жена Виктора Никки, как тогда предполагалось, смертельно больна и Эшли не хотела причинять ей боль. Узнав об аборте, Виктор «порвал её на кусочки», после чего у Эшли был нервный срыв и она попала в психиатрическую больницу.
Одна из социальных тем оказалась слишком «горячей» для «МиД» 70-х — гомосексуальность. В середине 70-х годов Кэй подружилась с полной и несчастной домохозяйкой Джоанн Кертис. Кэй переехала к Джоан в дом и помогла ей поднять свою самооценку. Позже сын Кэй Брок начал задаваться вопросом, чем они столько времени занимаются — Кэй решила устроить себе и Джоанн отдых на Гавайях. Рейтинги сильно поехали вниз, и студию завалили гневные письма зрителей. Белл быстро свернул эту «дружбу», выписал персонаж Джоан из сериала, и к шоу вернулся успех.

## Главная музыкальная тема
Главная тема «МиД» — «Nadia’s Theme», вероятно, самая известная заставка среди дневных «мыльных опер». Она оставалась неизменной 3 года в начале 2000-х, но позже была изменена её аранжировка. Мелодия, первоначально озаглавленная «Cotton’s Dream», была написана Бэрри Де Ворзоном и Перри Боткином как второстепенная к театрализованному фильму «Благослови детей и зверей» 1971 года. Боткин переписал один из кусков специально для дебюта «МиД» в 1973. Позже мелодия была переименована в «Nadia’s Theme» после того, как студия ABC использовала эту музыку для выступления румынской гимнастки Нади Команечи во время Летних Олимпийских игр 1976.

## МиД в других странах
- В Австралии «МиД» выходит на канале Foxtel’s в 12:00 с повторами в 18:40, и на канале W. Channel (зоновой версии Foxtela) в 14:00 и 20:40. Ранее 9 канал транслировал МиД с 1975 по февраль 2007. Серии идут на 10 месяцев раньше премьерного показа в США.
- В Бельгии сериал выходит на канале RTBF — La Une под названием «Les Feux de l’amour» в 12:00 (дублирован на французский).
- В Белизе, 5 канал транслирует «МиД» в соответствии с программой США на 13:00 Центрального времени.
- В Канаде «МиД» выходят на канале Global Television Network и на 1 день опережают показ в США на канале CBS. Сериал так же выходит на канале CHEK TV в то же самое время, что и на CBS, но без опережения. Время диктуется рынком и, за редким исключением, не совпадает с эфиром CBS. Большая часть станций Global вместо вечернего эфира «МиД» вставляет местные новости (в 16:00—18:00 по местному времени)
  - Во франкоговорящем Квебеке так же выходит дублированная версия «МиД» на канале TVA, примерно на 8 лет раньше премьерных серий.
- Во Франции сериал показывает канал TF1 под называнием «Les Feux de l’amour» (Огни любви) в 14:00 во французском дубляже.
- В Греции сериал выходит на канале ET1 (Первый канал национального ТВ) в 16:00. Серии на 4 года раньше тех, что показывают в США. Сериал имеет название Ατίθασα νιάτα.
- В Индии сериал начал выходить в феврале 2007 на канале Zee Cafe в 20:00. Серии сезона 2004—2005.
- В Италии «МиД» выходит в 10:40 утра на канале Rete 4 под итальянским названием Febbre d'amore. Серии на 1 год и 11 месяцев раньше показа в США.
- В Новой Зеландии «МиД» выходит на канале TV One. Серии на 4 года раньше показа США.
- В Польше сериал начал выходить на телеканале Polsat с 2 сентября 1996 года до 31 августа 1999 года — показанных было 780 серии от 1992—1995 годов. Сериал возвращал в эфир 1 сентября 2008 года — показано 230 серии от 2001 года. Как первая была показана 7901 серия. 19 июня 2009 года сериал сошёл из эфира и до сих пор не выходит в эфир. Сериал вышел под названием Żar młodości (Жар юности).
- В Румынии сериал показывают на канале Pro TV под называнием as «Tânăr şi neliniştit».
- В Словении сериал выходит на канале Kanal A под названием Mladi in nemirni. Серии августа 2004.
- В ЮАР сериал показывают на канале e.tv в 17:30. Он дебютировал в стране в начале 90-х и тогда был дублирован на африкаанс, а также переименован в 'Rustelose Jare' (Беспокойные годы). Сериал вернулся в ЮАР в июне 2004 на языке оригинала. Серии идут на 11-12 месяцев раньше показа США.
- В Швейцарии «МиД» выходит на канале TSR1 в 11:10 под названием «Les Feux de l’amour».
- В Турции сериал выходил на канале TRT 1 и был переименован в «Yalan Rüzgarı», что означает «Ветер Лжи».
- В России 1180 серий «МиД» были показаны на канале Домашний.[2]
- В Украине «МиД» были показаны на канале 1+1 (1998-2007), Новый канал (15 января — 7 ноября 2008), М1 (2008 — май 2009) и ТЕТ (1 апреля — 5 ноября 2010) и ICTV (2011 — февраль 2014) под названием "Молоді та зухвалі".

## Актёры текущего показа
| Актёр              | Роль                       | Статус                             |
| ------------------ | -------------------------- | ---------------------------------- |
| Питер Бергман      | Джек Эбботт № 2            | с 1989                             |
| Эрик Браден        | Виктор Ньюмен              | с 1980                             |
| Брайтон            | Дэвон Гамильтон            | с 2004                             |
| Шэрон Кейс         | Шерон Эбботт               | 1994—1995 (возвр.); с 1995         |
| Джудит Чэпман      | Глория Фишер № 2           | с 2005                             |
| Джинн Купер        | Кэтрин Ченселор            | 1973 — 2013                        |
| Даг Дэвидсон       | Пол Уильямс                | с 1978                             |
| Дон Даймонт        | Бред Карлтон               | 1985—1996, с 1998                  |
| Эдриэн Франц       | Эмбер Мур Эшби             | с 2006                             |
| Даниэль Годдард    | Кейн Эшби                  | с 2007                             |
| Кэм Жиганде        | Даниэль Ромалотти          | с 2004                             |
| Амелия Хейнл       | Виктория Ньюмен № 3        | с 2005                             |
| Винсент Айризари   | Дэвид Чоу                  | с 2007                             |
| Кристель Халил     | Лили Винтерс Ромалотти № 1 | 2002—2005, с 2006                  |
| Кристиан ЛеБланк   | Майкл Болдуин              | 1991—1993, с 1997                  |
| Адрианн Леон       | Коллин Карлтон № 2         | с 2006                             |
| Кейт Линдер        | Эстер Валентайн            | с 1985                             |
| Тад Локинбилл      | ДжейТи Хэлстром            | 1999—2001 (возвращающийся); с 2001 |
| Джошуа Морроу      | Николас Ньюмен             | с 1994                             |
| Ейал Поделл        | Адриан Корбел              | с 2006                             |
| Грег Рикаарт       | Кевин Фишер                | с 2003                             |
| Мелоди Томас Скотт | Никки Ньюмен № 2           | с 1979                             |
| Мишель Стэффорд    | Филлис Саммерс Ньюмен      | 1994—1997, с 2000                  |
| Кристофф Сент-Джон | Нил Винтерс                | с 1991                             |
| Джесс Уолтон       | Джилл Фостер Эбботт № 2    | с 1987                             |
| Билли Уорлок       | Бен Холландер              | с 2007                             |

### Актёры в «возвращающемся статусе»
| Актёр             | Роль                 |
| ----------------- | -------------------- |
| Хантер Аллан      | Ной Ньюман           |
| Лукас Бабин       | Роки                 |
| Лаурель Белл      | Кристин Блер         |
| Трэйси Э. Брегман | Лорен Фенмор Болдуин |
| Анита Финли       | Др. Нора Томсон      |
| Клайд Кусатси     | Др Деннис Окамура    |
| Тамми Лорен       | Мэгги Салливан       |
| Хейли Мари Норман | Кайли                |
| Ниа Пеплес        | Карен Тейлор         |
| Энтони Пенья      | Мигель Родригес      |
| Крис Поттер       | Эйван Оуэнс          |
| Лорна Рэвер       | Ребекка Каплан       |
| Тэд Шакелфорд     | Ульям Бардвелл       |
| Лиз Симмс         | Конни Уэйн           |
| Пэтти Вивер       | Джина Рома           |
| Саманта Бейли     | Саммер Ньюман        |

## Съёмочная группа
Продюсеры МиД
- 26 марта 1973 — конец 1970-х: Уильям Дж. Белл и Джон Конбой
- конец 1970-х — середина 1980-х: Уильям Дж. Белл и Х. Уэсли Кенни
- середина 1980-х — 2001: У.Дж. Белл (главный эксклюзивный продюсер) и Эдвард Дж. Скотт (эксклюзивный продюсер)
- 2001—2004: У.Дж. Белл (главный эксклюзивный продюсер) и Дэвид Шаунйесси (эксклюзивный продюсер)
- 2004 — апрель 2005: У.Дж. Белл (главный эксклюзивный продюсер) и Джон. Ф. Смит (соэксклюзивный продюсер)
- Май 2005- 12 мая 2006: Джон Ф. Смит
- 15 мая 2006 — сентябрь 2006: нет
- октябрь 2006 — настоящее время: Лин Мари Лэтам (главный эксклюзивный продюсер) и Джош Гриффит (соэксклюзивный продюсер)

Сценаристы МиД
- 26 марта 1973—1997: Уильям Дж. Белл
- 1997—1998: Уильям Дж. Белл (главный сценарист) и Кэй Адлен (сосценарист)
- 1999—2001: Кэй Адлен
- 2002 — 5 августа 2004: Кэй Алден, Джон Ф. Смит, Трент Джонс
- 6 августа 2004 — 15 февраля 2006: К. Алден и Джон Ф. Смит
- 16 февраля 2006- сентябрь 2006: Лин Мари Лэтам (главный сценарист), Кэй Алден и Джон Ф. Смит (сосценаристы)
- сентябрь 2006- 25 декабря 2006: Лин Мари Лэтам (главный сценарист, Кэй Алден (сосценарист), Скотт Хамнер (сосценарист)
- 26 декабря 2006 — текущее время: Л. М. Лэтам и Скотт Хамнер